# Fotboll i Norge
Fotboll i Norge spelas på organiserad nivå sedan slutet av 1800-talet. 1885 bildades Christiania FC i Oslo, eller "Kristiania" som orten hette på den tiden. Klubben spelade sin första match 1886, inför över 2 000 åskådare mot ett lag bestående av brittiska sjömän. Den 30 april 1902 bildades "Norges Fotballforbund", som kontrollerar organiserad fotboll i Norge.

## Klubblag och seriespel
Norska cupmästerskapet hade premiär för herrar 1902 och för damer 1978, och seriemästerskapet säsongen 1937/1938 för herrar och 1984 för damer.

## Landslag
Norges herrar nådde framgångar under 1930-talet, och vann OS-brons 1936 i Berlin i Tyskland samt kvalade in till VM 1938 i Frankrike, där man pressade Italien i första omgången, och det krävdes förlängning innan Italien gick vidare. På 1990-talet deltog de norska herrarna i VM 1994 i USA, där man åkte ut redan i gruppspelet, VM 1998 i Frankrike där man åkte ut i åttondelsfinalen mot Italien, samt EM år 2000 i Nederländerna och Belgien, där man åkte ut i gruppspelet.
Norges damer hade framgångar från slutet av 1980-talet till början av 2000-talet, med EM-guld 1987 och 1993, VM-guld 1995 i Sverige och OS-guld år 2000 i Sydney i Australien.

### Fotnoter
1. ↑  ”Games of the XI. Olympiad” (på engelska). RSSSF. 18 mars 1936. http://www.rsssf.com/tableso/ol1936f.html. Läst 29 juli 2014.
2. ↑  ”World Cup 1938 finals” (på engelska). RSSSF. 18 mars 1938. http://www.rsssf.com/tables/38full.html. Läst 29 juli 2014.
3. ↑  ”World Cup 1994” (på engelska). RSSSF. 18 mars 1994. http://www.rsssf.com/tables/94full.html. Läst 29 juli 2014.
4. ↑  ”World Cup 1998” (på engelska). RSSSF. 18 mars 1998. http://www.rsssf.com/tables/98full.html. Läst 29 juli 2014.
5. ↑  ”European Championship 2000” (på engelska). RSSSF. 18 mars 2000. http://www.rsssf.com/tables/00e.html. Läst 26 juli 2014.
6. ↑  ”Women's World Cup 1995 (Sweden)” (på engelska). RSSSF. 18 mars 1995. http://www.rsssf.com/tablesw/wwc95f.html. Läst 29 juli 2014.